# Villadiego
Villadiego – gmina w Hiszpanii, w prowincji Burgos, w Kastylii i León, o powierzchni 327,96 km². W 2011 roku gmina liczyła 1694 mieszkańców.